# Syngonanthus decorus
Syngonanthus decorus är en gräsväxtart som beskrevs av Harold Norman Moldenke. Syngonanthus decorus ingår i släktet Syngonanthus och familjen Eriocaulaceae. Inga underarter finns listade i Catalogue of Life.